# Арсланово (Кармаскалинський район)
Арсла́ново (рос. Арсланово, башк. Арыҫлан) — село у складі Кармаскалинського району Башкортостану, Росія. Входить до складу Старомусінської сільської ради.
Населення — 209 осіб (2010; 341 в 2002).
Національний склад:
- татари — 53 %
- башкири — 44 %